# Aleš Chvalovský
Aleš Chvalovský (* 29. Mai 1979) ist ein ehemaliger tschechischer Fußballspieler auf der Position des Torwarts.
Aleš Chvalovský spielte in seiner Jugend für Chmel Blšany, Dukla Prag und erneut Chmel Blšany. Im Jahr 1994 ging er nach England. In der Saison 1998/99 wurde der Torwart zum ersten Mal in der Profimannschaft von Chmel eingesetzt und stand 15 Mal zwischen den Pfosten. In der folgenden Spielzeit war er die unumstrittene Nummer eins. 2000 wurde er vom VfB Stuttgart verpflichtet, kam dort aber nur auf 13 Einsätze in der Amateurmannschaft. Nach nur einem halben Jahr kehrte Chvalovský im Januar 2001 zurück nach Blšany und war dort wieder Stammtorhüter. 2003 schien ein Wechsel zum französischen Zweitligisten FC Rouen so gut wie perfekt, scheiterte aber letztendlich.
2005 wechselte Chvalovský zum zyprischen Erstligist Apollon Limassol. Dort spielte er bis zu seinem Karriereende im Jahr 2012.

## Erfolge
Aleš Chvalovský wurde 2000 in der Slowakei mit der tschechischen U-21-Nationalmannschaft Vizeeuropameister.

## Sonstiges
Aleš Chvalovský ist der Sohn des langjährigen Präsidenten des Tschechischen Fußballverbands František Chvalovský, der ebenfalls als Torwart in Blšany spielte.